# 가치와 자본
《가치와 자본》(Value and Capital)은 1939년에 출판된 영국 경제학자 존 힉스의 저서이다. 그것은 미시경제 이론의 고전적인 설명으로 간주된다. 중요한 결과에는 다음이 있다.
- 개인 간 효용 비교를 요구하기보다는 개인을 위한 서수적 효용 만을 명시적으로 사용하여 요구되는 재화에 대한 개인 및 시장 균형에 대한 소비자 이론의 확장
- 가격 변화의 효과에 대한 2재화 분석 및 일반성을 잃지 않고 임의의 수의 재화에 대한 수학적 확장
- 생산 이론에 대한 병렬 결과
- 시장의 일반균형이론의 확장과 행위자의 기대를 통한 일시적 균형과 장기균형의 구분에 있어서 경제동학에 대한 정적 평형 이론의 적응.

## 참고
- J.R. Hicks (1939, 2nd ed. 1946). Value and Capital: An Inquiry into Some Fundamental Principles of Economic Theory. Oxford: Clarendon Press.
- _____ (1932, 1963, 2nd ed.). The Theory of Wages. Macmillan.
- _____ (1959). "A 'Value and Capital' Growth Model," Review of Economic Studies, 26(3),  pp. 159–173.
- _____ (1973). "Recollections and Documents," Economica, N.S., 40(157),  pp. 2–11.